# Anne Linsel
Anne Linsel est une écrivain, journaliste, réalisatrice et documentariste allemande, née en 1942 à Wuppertal.
Elle réalise, avec Rainer Hoffmann, Les Rêves dansants. Sur les pas de Pina Bausch, une biographie de Pina Bausch.

## Filmographie
- 2010 : Les Rêves dansants. Sur les pas de Pina Bausch